# Сборная Узбекистана по футболу
Сбо́рная Узбекиста́на по футбо́лу (узб. Oʻzbekiston milliy futbol terma jamoasi / Ўзбекистон миллий футбол терма жамоаси) — национальная футбольная сборная, представляющая Узбекистан на международных турнирах и матчах по футболу. Управляющая организация — Футбольная ассоциация Узбекистана. С 1994 года — член АФК и ФИФА, также член ФАЦА.
В 2025 году сборная Узбекистана впервые в истории квалифицировалась в финальную часть Чемпионата мира по футболу 2026.

## История

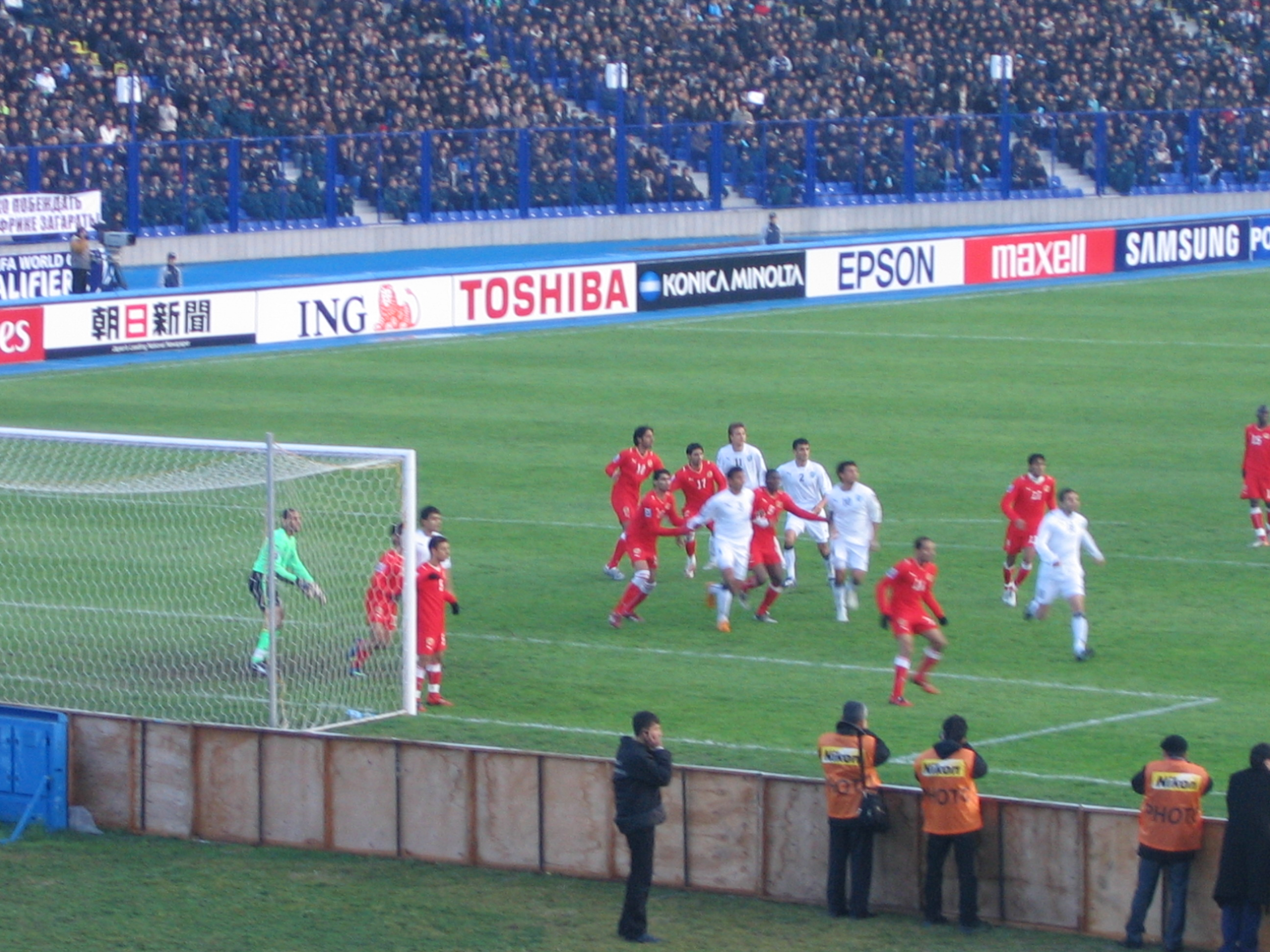
Матч Узбекистан — Бахрейн, стадион «Пахтакор», 2009 год.

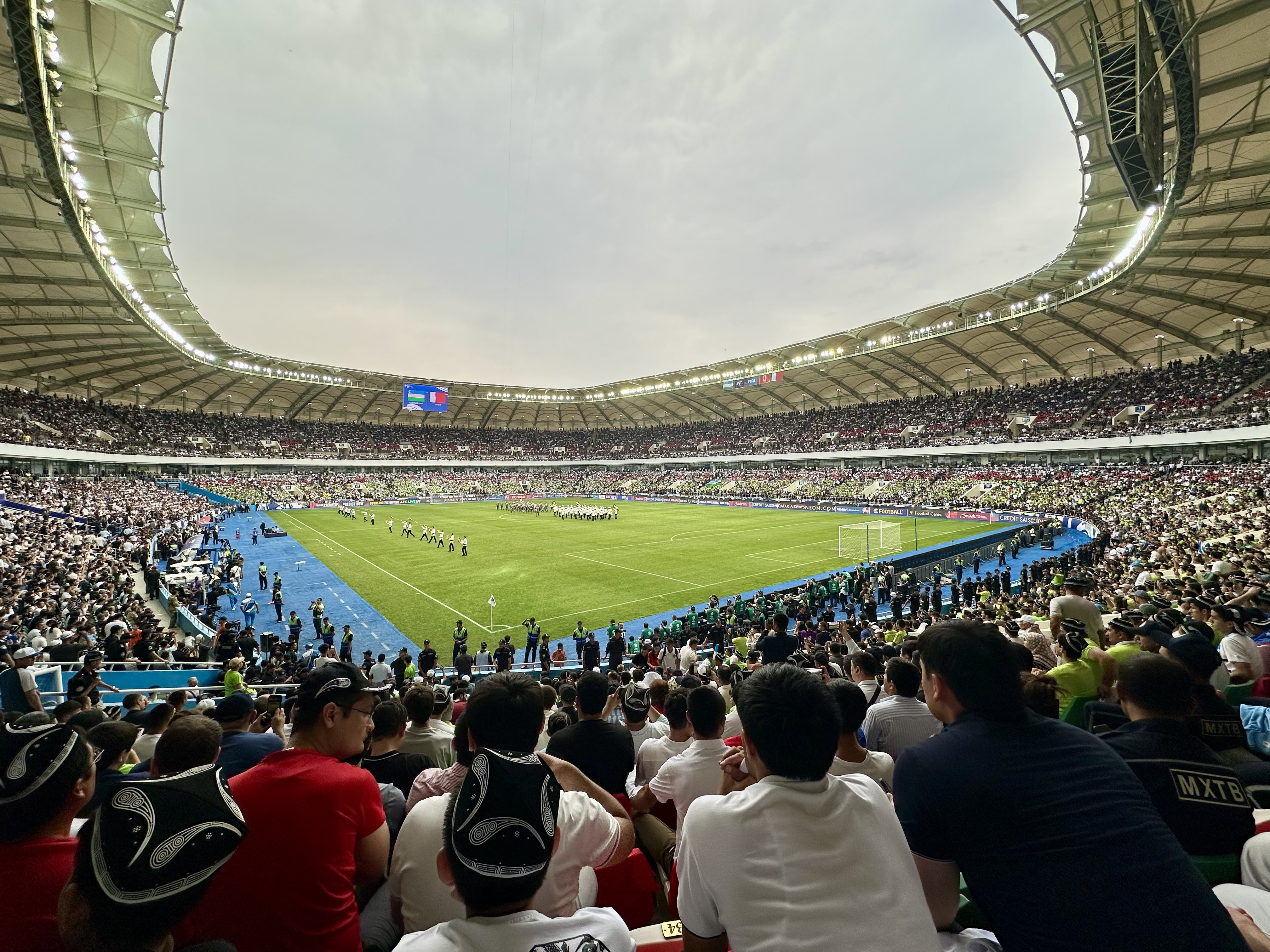
Национальный стадион

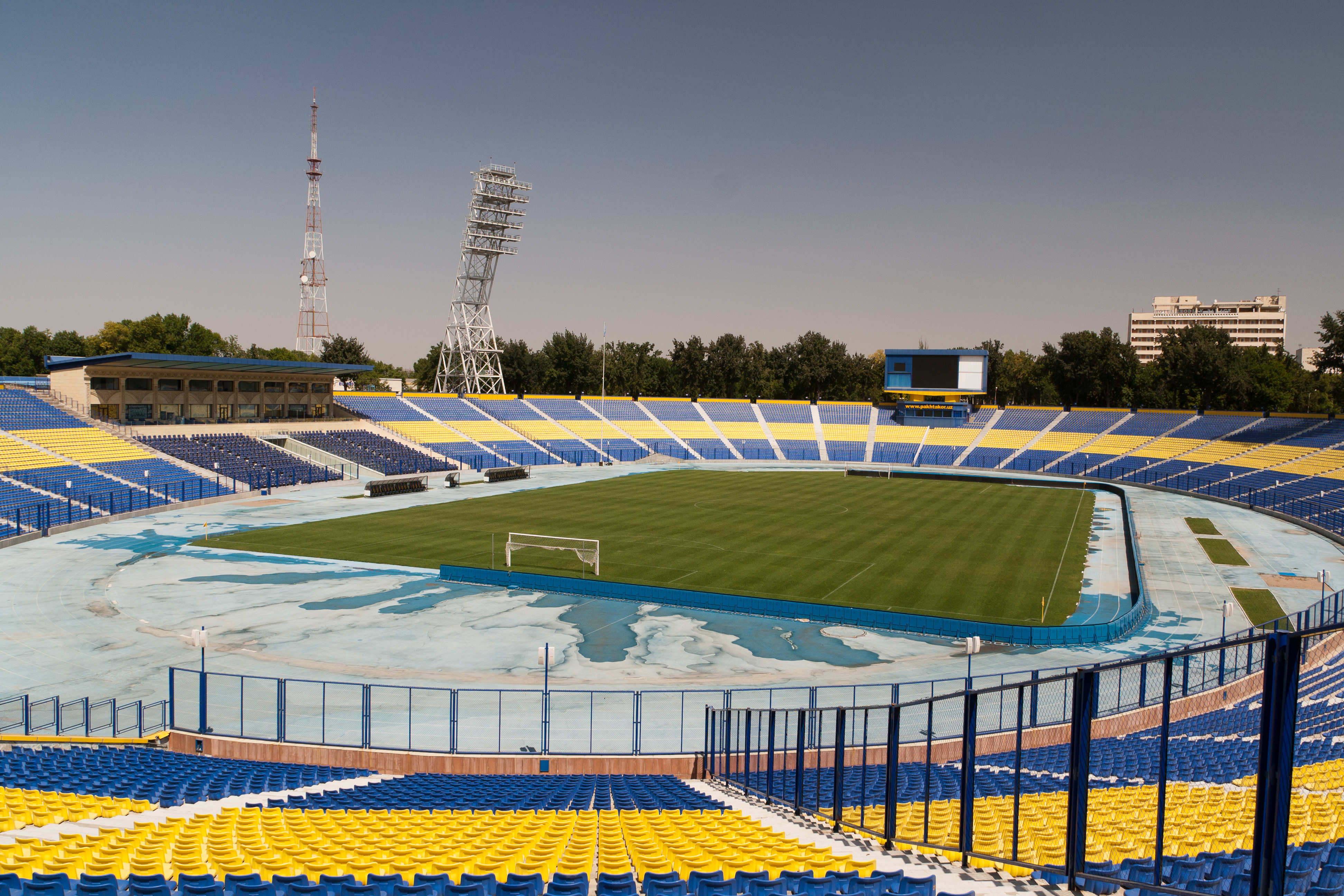
Стадион «Пахтакор»

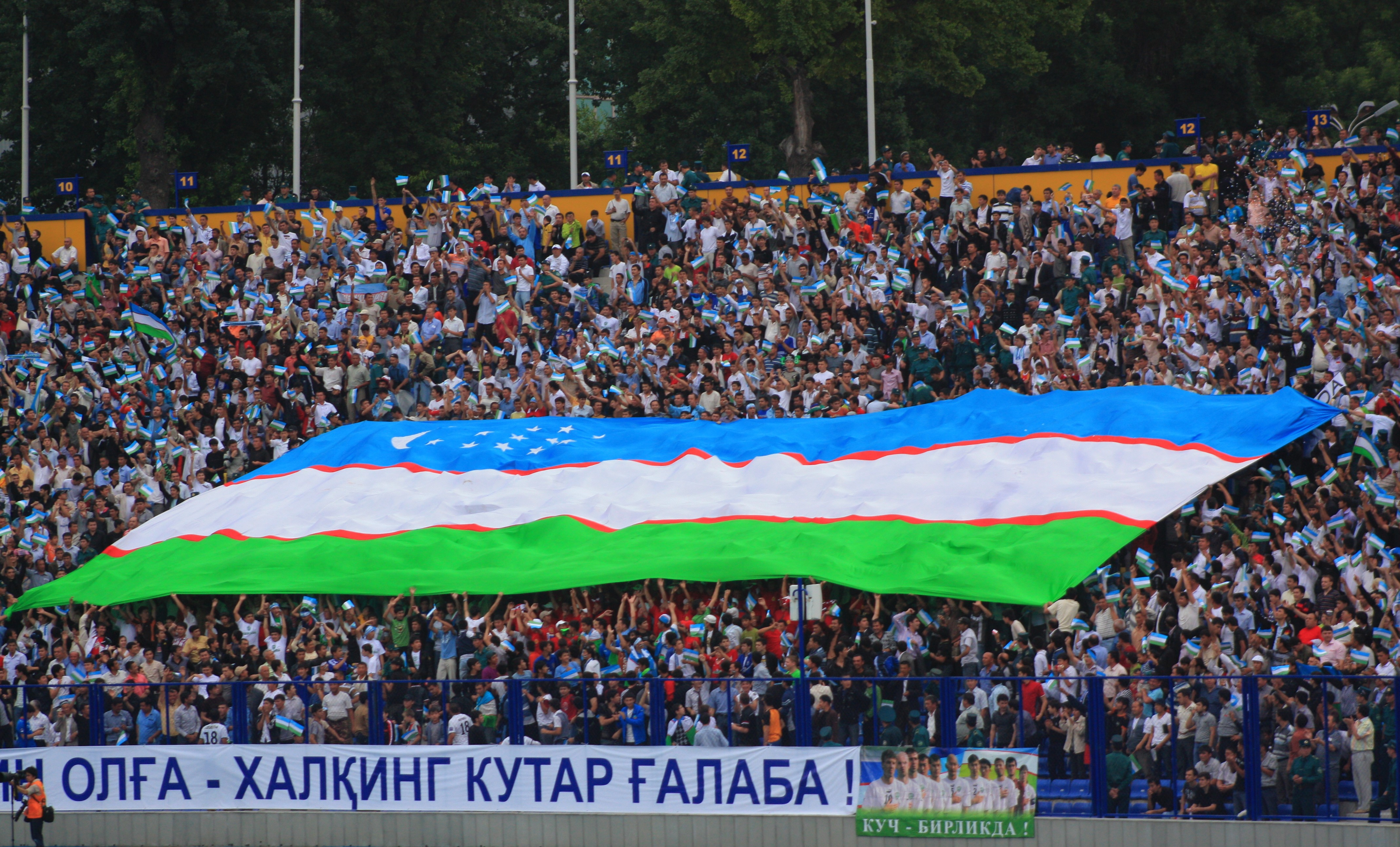
Трибуны стадиона «Пахтакор» на матче со сборной Японии, 2009 год.

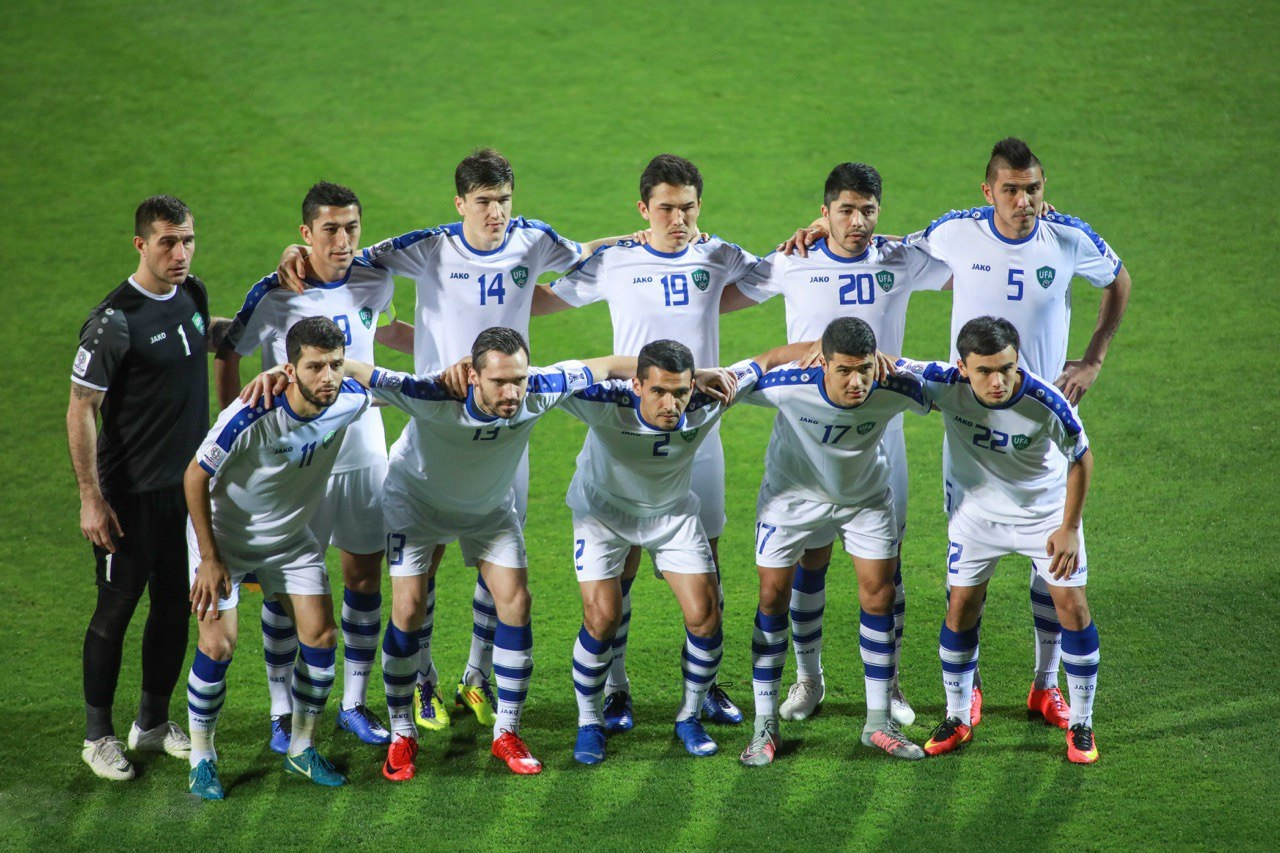
Сборная Узбекистана 13 января 2019 года перед матчем против сборной Туркменистана в Кубке Азии 2019

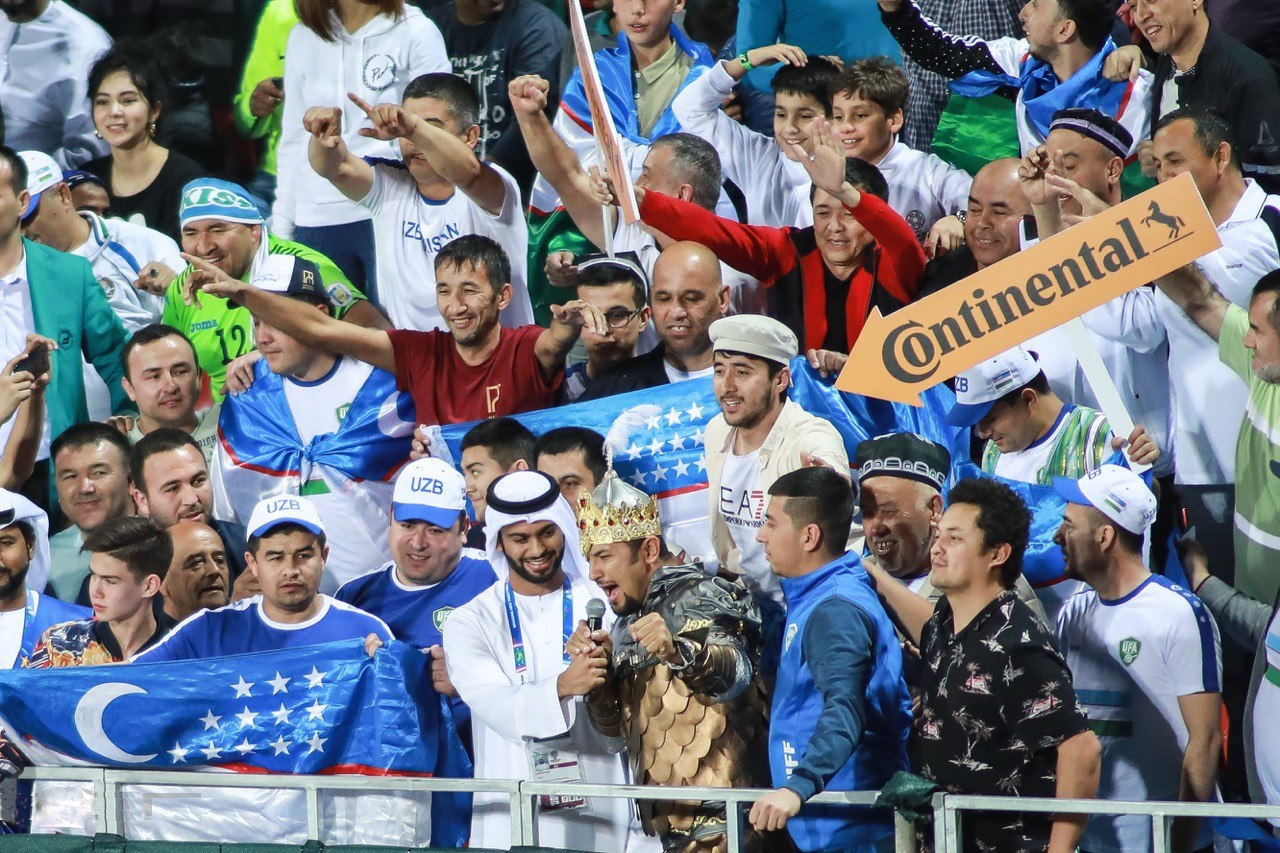
Болельщики сборной Узбекистана на Кубке Азии 2019

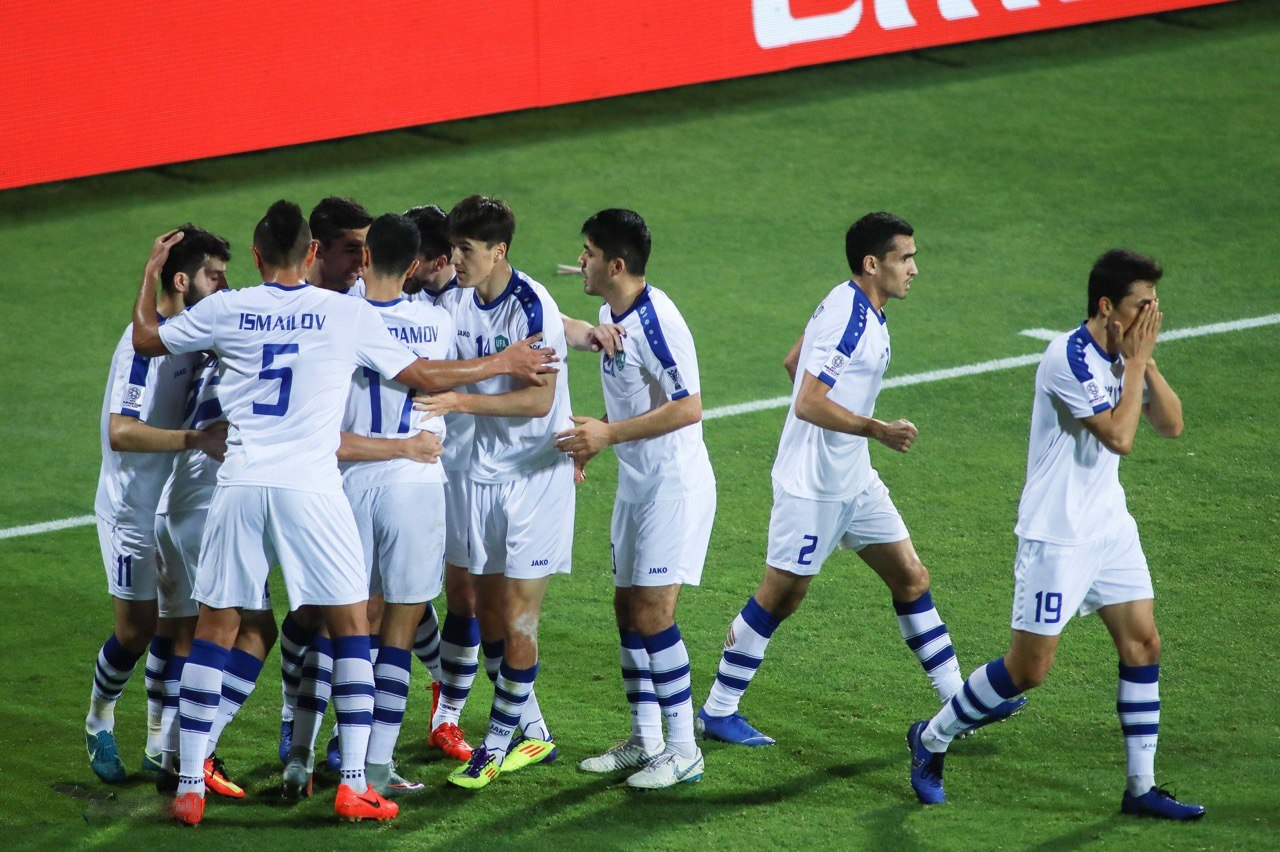
Сборная Узбекистана на Кубке Азии 2019

Годом рождения футбола в Узбекистане считается 1912 год, так как именно тогда были созданы футбольные команды в Коканде и Фергане, немного позднее в Андижане, Ташкенте, Самарканде и Бухаре, между которыми начали проводиться междугородние матчи. Первый чемпионат Ферганской долины был проведен в 1914 году, чемпионат Узбекской ССР начал разыгрываться с 1926 года, а розыгрыш Кубка Узбекской ССР стал проводиться с 1939 года.
В 1928 году впервые была создана сборная Узбекистана, которая приняла участие в Спартакиаде, в число участников которой входили представители некоторых европейских стран. На этом турнире сборная Узбекистана провела свой первый международный матч со сборной рабочих клубов Швейцарии и победила со счётом 8:4. 23 октября 1935 г. на стадион «Динамо» в Ташкенте сборная Узбекистана победила сборную Афганистана со счётом 2:0, на игре присутствовал афганский генконсул. Вплоть до середины 1991 года Узбекистан входил в состав СССР и имел свою сборную как и остальные союзные республики, которые в основном проводили матчи внутри команд и сборных СССР, в частности в футбольных турнирах Летней Спартакиады народов СССР. Сборная Узбекской ССР участвовала во всех розыгрышах футбольного турнира Летней Спартакиады народов СССР, и в турнире 1986 года дойдя до финала, проиграла сборной Украинской ССР со счётом 0:1, тем самым выиграв серебряные медали турнира. Футбольные клубы Узбекистана в те времена также участвовали в чемпионате СССР по футболу.
После распада СССР и обретения независимости Узбекистаном, была организована сборная Узбекистана нового созыва. Свои первые матчи сборная провела в 1992 году. Первой игрой сборной Узбекистана стал матч против сборной Таджикистана, в рамках Кубка Центральной Азии 1992 инициированный ФИФА. Эти матчи официально зарегистрированы ФИФА на основе того, что сборной Узбекистана было разрешено с 1992 года участвовать в турнирах, проводимых под эгидой ФИФА. На розыгрыше этого турнира в формате лиги, сборная Узбекистана стала второй после сборной Казахстана. В первый год существования сборная Узбекистана проводила матчи только со сборными Таджикистана, Туркменистана, Казахстана и Кыргызстана. В 1993 году сборная не провела ни одного матча.
В 1994 году Федерация футбола Узбекистана была официально принята в АФК и ФИФА. В том же году Узбекистан одержал победу в международном турнире Кубок Независимости Узбекистана, а в конце года сборная выиграв в финале у сборной Китая со счётом 4:2, стала победителем футбольного турнира Азиатских Игр 1994, которые прошли в японском городе Хиросима.
Осенью 1995 года сборная Узбекистана как победитель Азиатских Игр 1994 года и сборная Нигерии как победитель Кубка Африканских Наций 1994 года получили право участвовать в Афро-Азиатском Кубке Наций. Турнир состоящий из двух матчей проходил в Ташкенте и Лагосе соответственно. В обоих матчах сборная Нигерии обыграла сборную Узбекистана со счётом 2:3 и 1:0 соответственно и стала победителем, а сборная Узбекистана обладателем серебряных медалей турнира.
С марта по август 2020 года сборная не провела ни одного матча в связи с пандемией коронавируса.

## Участие в соревнованиях

### Чемпионат мира ФИФА
| До 1991                    | Была в составе сборной СССР                                                                            |
| США 1994                   | Не участвовала в квалификации                                                                          |
| Франция 1998               | Не прошла квалификацию: 4-е место в группе финального этапа                                            |
| Южная Корея и Япония 2002  | Не прошла квалификацию: 3-е место в группе финального этапа                                            |
| Германия 2006              | Не прошла квалификацию: 3-е место в группе финального этапа, проигрыш в континентальном стыковом матче |
| ЮАР 2010                   | Не прошла квалификацию: 5-е место в группе финального этапа                                            |
| Бразилия 2014              | Не прошла квалификацию: 3-е место в группе финального этапа, проигрыш в континентальном стыковом матче |
| Россия 2018                | Не прошла квалификацию: 4-е место в группе финального этапа                                            |
| Катар 2022                 | Не прошла квалификацию; 2-е место в группе во втором раунде                                            |
| США, Канада и Мексика 2026 | Квалифицировалась на турнир                                                                            |

### Кубок Азии
| До 1991 | Была в составе сборной СССР                             |
| 1992    | Не участвовала (ещё не была членом АФК и ФИФА)          |
| 1996    | Групповой этап, 4-е место в группе С (10-е место из 12) |
| 2000    | Групповой этап, 4-е место в группе С (12-е место из 12) |
| 2004    | 1/4 финала (5-е место из 16)                            |
| 2007    | 1/4 финала (6-е место из 16)                            |
| 2011    | 4-е место (4-е место из 16)                             |
| 2015    | 1/4 финала (8-е место из 16)                            |
| 2019    | 1/8 финала (10-е место из 24)                           |
| 2023    | 1/4 финала (5-е место из 24)                            |
| 2027    | квалифицировалась на турнир                             |

### Азиатские игры
| до 1991 | была в составе СССР |
| 1994    | Чемпион             |
| 1998    | 1/4 финала          |

Примечание: с 2002 года на футбольном турнире Азиатских игр участвуют молодёжные сборные по олимпийскому регламенту.

## Сборная Узбекистана на отборочных турнирах чемпионата мира

### Отборочные матчи чемпионата мира 1998
В 1997 году сборная Узбекистана в первый раз в своей истории начала участвовать в отборочном турнире к чемпионату мира 1998, который прошёл во Франции. Сборная Узбекистана начала участие в отборочном турнире с первого раунда. В этом раунде сборной предстояло в группе Е играть по два матча (дома и в гостях) со сборными Йемена, Индонезии и Камбоджи за одну путёвку в следующий, финальный второй раунд отборочного турнира. В борьбе за эту путёвку сборная Узбекистана вышла из группы с первого места, оставив позади себя сборную Йемена с разницей в восемь очков.
Первый раунд: Группа Е
| М | Команда    | И | В | Н | П | Мячи   | ±   | О  |
| - | ---------- | - | - | - | - | ------ | --- | -- |
| 1 | Узбекистан | 6 | 5 | 1 | 0 | 20 − 3 | +17 | 16 |
| 2 | Йемен      | 6 | 2 | 2 | 2 | 10 − 7 | +3  | 8  |
| 3 | Индонезия  | 6 | 1 | 4 | 1 | 11 − 6 | +5  | 7  |
| 4 | Камбоджа   | 6 | 0 | 1 | 5 | 2 − 27 | −25 | 1  |

И — игры, В — выигрыши, Н — ничьи, П — проигрыши, Мячи — забитые и пропущенные голы, ± — разница голов, О — очки

В финальном втором раунде десять сборных были разбиты на две группы по пять сборной в каждой. Сборные, занявшие первые места в своих группах, получали прямые путёвки на Чемпионат мира, а сборные, занявшие вторые места в своих группах, участвовали в двух континентальных стыковых матчах (дома и в гостях) между собой. Сборная выигравшая континентальные стыковые матчи получала путёвку для участия в межконтинентальных стыковых матчах (также два матча дома и в гостях) со сборной из ОФК (Океания). Победитель этих межконтинентальных стыковых матчей получал путёвку на Чемпионат мира.
По итогам финального, второго раунда, сборная Узбекистана заняла четвёртое место в своей группе и не смогла получить путёвку на Чемпионат мира. Первое место и путёвку на Чемпионат мира из группы сборной Узбекистана получила сборная Южной Кореи, а второе место заняла сборная Японии, получившая путёвку на континентальные стыковые матчи.
Второй раунд: Группа В
| М | Команда          | И | В | Н | П | Мячи    | ±   | О  |
| - | ---------------- | - | - | - | - | ------- | --- | -- |
| 1 | Республика Корея | 8 | 6 | 1 | 1 | 19 − 7  | +12 | 19 |
| 2 | Япония           | 8 | 3 | 4 | 1 | 17 − 9  | +8  | 13 |
| 3 | ОАЭ              | 8 | 2 | 3 | 3 | 9 − 12  | −3  | 9  |
| 4 | Узбекистан       | 8 | 1 | 3 | 4 | 13 − 18 | −5  | 6  |
| 4 | Казахстан        | 8 | 1 | 3 | 4 | 7 − 19  | −12 | 6  |

И — игры, В — выигрыши, Н — ничьи, П — проигрыши, Мячи — забитые и пропущенные голы, ± — разница голов, О — очки

### Отборочные матчи чемпионата мира 2002
В 2001 году сборная Узбекистана во второй раз в своей истории начала участвовать в отборочном турнире к Чемпионату мира 2002, который прошёл в Японии и Республике Корея. Сборная Узбекистана начала участие в отборочном турнире с первого раунда. В этом раунде сборной предстояло в группе G играть по два матча (дома и в гостях) со сборными Туркменистана, Иордании и Тайваня за одну путёвку в следующий, финальный второй раунд отборочного турнира. В борьбе за эту путёвку сборная Узбекистана вышла из группы с первого места, оставив позади себя сборную Туркменистана с разницей в два очка.
Первый раунд: Группа G
| М | Команда          | И | В | Н | П | Мячи   | ±   | О  |
| - | ---------------- | - | - | - | - | ------ | --- | -- |
| 1 | Узбекистан       | 6 | 4 | 2 | 0 | 20 − 5 | +15 | 14 |
| 2 | Туркменистан     | 6 | 4 | 0 | 2 | 12 − 7 | +5  | 12 |
| 3 | Иордания         | 6 | 2 | 2 | 2 | 12 − 7 | +5  | 8  |
| 4 | Китайский Тайбэй | 6 | 0 | 0 | 6 | 0 − 25 | −25 | 0  |

И — игры, В — выигрыши, Н — ничьи, П — проигрыши, Мячи — забитые и пропущенные голы, ± — разница голов, О — очки

В финальном втором раунде десять сборных были разбиты на две группы по пять сборной в каждой. Сборные, занявшие первые места в своих группах, получали прямые путёвки на Чемпионат мира, а сборные, занявшие вторые места в своих группах, участвовали в двух континентальных стыковых матчах (дома и в гостях) между собой. Сборная выигравшая континентальные стыковые матчи получала путёвку для участия в межконтинентальных стыковых матчах (также два матча дома и в гостях) со сборной из УЕФА. Победитель этих межконтинентальных стыковых матчей получал путёвку на чемпионат мира.
По итогам финального, второго раунда, сборная Узбекистана заняла третье место в своей группе и не смогла получить путёвку на Чемпионат мира. Первое место и путёвку на Чемпионат мира из группы сборной Узбекистана получила сборная Китая, а второе место заняла сборная ОАЭ, получившая путёвку на континентальные стыковые матчи.
Второй раунд: Группа В
| М | Команда    | И | В | Н | П | Мячи    | ±   | О  |
| - | ---------- | - | - | - | - | ------- | --- | -- |
| 1 | Китай      | 8 | 6 | 1 | 1 | 13 − 2  | +11 | 19 |
| 2 | ОАЭ        | 8 | 3 | 2 | 3 | 10 − 11 | −1  | 11 |
| 3 | Узбекистан | 8 | 3 | 1 | 4 | 13 − 14 | −1  | 10 |
| 4 | Катар      | 8 | 2 | 3 | 3 | 10 − 10 | 0   | 9  |
| 4 | Оман       | 8 | 1 | 3 | 4 | 7 − 16  | −9  | 6  |

И — игры, В — выигрыши, Н — ничьи, П — проигрыши, Мячи — забитые и пропущенные голы, ± — разница голов, О — очки

### Отборочные матчи чемпионата мира 2006
В 2004 году сборная Узбекистана в третий раз в своей истории начала участвовать в отборочном турнире к чемпионату мира 2006, который прошёл в Германии. Сборная Узбекистана начала участие в отборочном турнире со второго раунда из-за высокого рейтинга, как и другие наиболее сильнейшие сборные Азии. В этом раунде сборной предстояло в группе В играть по два матча (дома и в гостях) со сборными Ирака, Палестины и Тайваня за одну путёвку в следующий, финальный третий раунд отборочного турнира. В борьбе за эту путёвку сборная Узбекистана вышла из группы с первого места, оставив позади себя сборную Ирака с разницей в пять очков.
Второй раунд: Группа В
| М | Команда          | И | В | Н | П | Мячи    | ±   | О  |
| - | ---------------- | - | - | - | - | ------- | --- | -- |
| 1 | Узбекистан       | 6 | 5 | 1 | 0 | 16 − 3  | +13 | 16 |
| 2 | Ирак             | 6 | 3 | 2 | 1 | 17 − 7  | +10 | 11 |
| 3 | Палестина        | 6 | 2 | 1 | 3 | 11 − 11 | 0   | 7  |
| 4 | Китайский Тайбэй | 6 | 0 | 0 | 6 | 3 − 26  | −23 | 0  |

И — игры, В — выигрыши, Н — ничьи, П — проигрыши, Мячи — забитые и пропущенные голы, ± — разница голов, О — очки

В финальном третьем раунде восемь сборных были разбиты на две группы по четыре сборной в каждой. Сборные, занявшие первые и вторые места в своих группах, получали прямые путёвки на Чемпионат мира, а сборные, занявшие третьи места в своих группах, участвовали в двух континентальных стыковых матчах (дома и в гостях) между собой. Сборная, выигравшая континентальные стыковые матчи, получала путёвку для участия в межконтинентальных стыковых матчах (также два матча дома и в гостях) со сборной из КОНКАКАФ (Северная Америка). Победитель этих межконтинентальных стыковых матчей получал путёвку на чемпионат мира.
По итогам финального, третьего раунда, сборная Узбекистана заняла третье место в своей группе, и таким образом получила путёвку для участия в континентальных стыковых матчах. Первое и второе место и путёвки на Чемпионат мира из группы сборной Узбекистана получили сборные Саудовской Аравии и Южной Кореи. Последнее, четвёртое место в группе сборной Узбекистана заняла сборная Кувейта.
Третий раунд: Группа А
| М | Команда           | И | В | Н | П | Мячи   | ±  | О  |
| - | ----------------- | - | - | - | - | ------ | -- | -- |
| 1 | Саудовская Аравия | 6 | 4 | 2 | 0 | 10 − 1 | +9 | 14 |
| 2 | Республика Корея  | 6 | 3 | 1 | 2 | 9 − 5  | +4 | 10 |
| 3 | Узбекистан        | 6 | 1 | 2 | 3 | 7 − 11 | −4 | 5  |
| 4 | Кувейт            | 6 | 1 | 1 | 4 | 4 − 13 | −9 | 4  |

И — игры, В — выигрыши, Н — ничьи, П — проигрыши, Мячи — забитые и пропущенные голы, ± — разница голов, О — очки

Четвёртый раунд: Континентальные стыковые матчи
Участниками континентальных стыковых матчей стали сборные занявшие третьи места в своих группах — сборные Узбекистана и Бахрейна. После первого матча континентальных стыковых матчей 3 сентября 2005 года (матч проходил в Ташкенте и закончился в ничью со счётом 1:0 в пользу сборной Узбекистана) разразился скандал.
Результат состоявшегося 3 сентября 2005 года матча был аннулирован из-за технического нарушения правил игры: после реализации нападающим сборной Узбекистана 11-метрового удара либо должен был быть засчитан гол (в случае отсутствия нарушений со стороны атакующей команды во время исполнения 11-метрового удара), либо 11-метровый удар должен был быть назначен повторно (в случае нарушения атакующей командой правил игры во время исполнения), однако был назначен свободный удар в пользу обороняющейся команды. 8 октября 2005 года, несмотря на победу сборной Узбекистана, матч был переигран из-за жалобы со стороны Узбекистана и закончился со счётом 1:1. Второй ответный матч в Бахрейне закончился также в ничью со счётом 0:0 и сборная Бахрейна за счёт забитого гола на чужом поле получила путёвку в межконтинентальные стыковые матчи.
Более подробно об этом матче и инциденте прочитайте в статье Футбольный матч Узбекистан — Бахрейн (2005).
| Хозяева    | Счёт | Гости      |
| ---------- | ---- | ---------- |
| Узбекистан | 1:1  | Бахрейн    |
| Бахрейн    | 0:0  | Узбекистан |

По итогам континентальных стыковых матчей, сборная Бахрейна получила путёвку на межконтинентальные стыковые матчи со сборной Тринидада и Тобаго (по итогам двух матчей сборная Бахрейна уступила, на чемпионат мира 2006 года поехала сборная Тринидада и Тобаго).

### Отборочные матчи чемпионата мира 2010
В 2008 году сборная Узбекистана в четвёртый раз в своей истории начала участвовать в отборочном турнире к чемпионату мира 2010, который прошёл в ЮАР. Сборная Узбекистана начала участие в отборочном турнире с третьего раунда из-за высокого рейтинга, как и другие наиболее сильнейшие сборные Азии. В этом раунде сборной предстояло в группе D играть по два матча (дома и в гостях) со сборными Саудовской Аравии, Сингапура и Ливана за две путёвки в следующий, финальный четвёртый раунд отборочного турнира. В борьбе за эту путёвку сборная Узбекистана вышла из группы с первого места, набрав одинаковое количество очков (по 15) и разницы мячей (по +10) со сборной Саудовской Аравии, но благодаря результатам матчей между собой этих сборных, заняла первое место.
Третий раунд: Группа H
| М | Команда           | И | В | Н | П | Мячи   | ±   | О  |
| - | ----------------- | - | - | - | - | ------ | --- | -- |
| 1 | Узбекистан        | 6 | 5 | 0 | 1 | 17 − 7 | +10 | 15 |
| 2 | Саудовская Аравия | 6 | 5 | 0 | 1 | 15 − 5 | +10 | 15 |
| 3 | Сингапур          | 6 | 2 | 0 | 4 | 7 − 16 | −9  | 6  |
| 4 | Ливан             | 6 | 0 | 0 | 6 | 3 − 14 | −11 | 0  |

И — игры, В — выигрыши, Н — ничьи, П — проигрыши, Мячи — забитые и пропущенные голы, ± — разница голов, О — очки

В финальном четвёртом раунде десять сборных были разбиты на две группы по пять сборных в каждой. Сборные, занявшие первые и вторые места в своих группах, получали прямые путёвки на Чемпионат мира, а сборные, занявшие третьи места в своих группах, участвовали в двух континентальных стыковых матчах (дома и в гостях) между собой. Сборная, выигравшая континентальные стыковые матчи, получала путёвку для участия в межконтинентальных стыковых матчах (также два матча — дома и в гостях) со сборной из ОФК (Океания). Победитель этих межконтинентальных стыковых матчей получал путёвку на чемпионат мира.
По итогам финального, четвёртого раунда, сборная Узбекистана заняла последнее пятое место в своей группе, выиграв и сыграв в ничью по одному матчу, и проиграв в оставшихся шести матчах. Первое и второе место и путёвки на Чемпионат мира из группы сборной Узбекистана получили сборные Австралии и Японии, а сборная Бахрейна заняв третье место, получила путёвку на континентальные стыковые матчи. Четвёртое место в группе заняла сборная Катара, опередив сборную Узбекистана на два очка. Результаты в отборочном турнире к Чемпионату мира 2010 — худший результат сборной Узбекистана в отборочных турнирах к чемпионатам мира.
На протяжении всего цикла этого отборочного турнира сборную возглавляли два местных тренера — сначала Рауф Инилеев, а после его увольнения в сентябре 2008 года — Мирджалол Касымов, с которым сборная завершила участие в этом отборочном турнире.
Четвёртый раунд: Группа А
| М | Команда    | И | В | Н | П | Мячи   | ±   | О  |
| - | ---------- | - | - | - | - | ------ | --- | -- |
| 1 | Австралия  | 8 | 6 | 2 | 0 | 12 − 1 | +11 | 20 |
| 2 | Япония     | 8 | 4 | 3 | 1 | 11 − 6 | +5  | 15 |
| 3 | Бахрейн    | 8 | 3 | 1 | 4 | 6 − 8  | −2  | 10 |
| 4 | Катар      | 8 | 1 | 3 | 4 | 5 − 14 | −9  | 6  |
| 5 | Узбекистан | 8 | 1 | 1 | 6 | 5 − 10 | −5  | 4  |

И — игры, В — выигрыши, Н — ничьи, П — проигрыши, Мячи — забитые и пропущенные голы, ± — разница голов, О — очки

### Отборочные матчи чемпионата мира 2014
В 2011 году сборная Узбекистана в пятый раз в своей истории начала участвовать в отборочном турнире к чемпионату мира 2014, который прошёл в Бразилии. Сборная Узбекистана начала участие в отборочном турнире с третьего раунда из-за высокого рейтинга, как и другие наиболее сильнейшие сборные Азии. В этом раунде сборной предстояло в группе C играть по два матча (дома и в гостях) со сборными Японии, КНДР и Таджикистана за две путёвки в следующий, финальный четвёртый раунд отборочного турнира. В борьбе за эту путёвку сборная Узбекистана вышла из группы с первого места, оставив позади сборную Японии на шесть очков.
Третий раунд: Группа С
| М | Команда     | И | В | Н | П | Мячи   | ±   | О  |
| - | ----------- | - | - | - | - | ------ | --- | -- |
| 1 | Узбекистан  | 6 | 5 | 1 | 0 | 8 − 1  | +7  | 16 |
| 2 | Япония      | 6 | 3 | 1 | 2 | 14 − 3 | +11 | 10 |
| 3 | КНДР        | 6 | 2 | 1 | 3 | 3 − 4  | −1  | 7  |
| 4 | Таджикистан | 6 | 0 | 1 | 5 | 1 − 18 | −17 | 1  |

И — игры, В — выигрыши, Н — ничьи, П — проигрыши, Мячи — забитые и пропущенные голы, ± — разница голов, О — очки

В финальном четвёртом раунде десять сборных были разбиты на две группы по пять сборных в каждой. Сборные, занявшие первые и вторые места в своих группах, получали прямые путёвки на чемпионат мира, а сборные, занявшие третьи места в своих группах, участвовали в двух континентальных стыковых матчах (дома и в гостях) между собой. Сборная, выигравшая континентальные стыковые матчи, получала путёвку для участия в межконтинентальных стыковых матчах (также два матча дома и в гостях) со сборной из КОНМЕБОЛ (Южная Америка). Победитель этих стыковых матчей получал путёвку на чемпионат мира.
По итогам финального, четвёртого раунда, сборная Узбекистана имела реальные шансы на попадание на чемпионат мира. Долгое время сборная не опускалась ниже второго места в группе. Но неожиданная ничья в гостях со сборной Ливана, а также ничья и поражение со сборной Республики Корея, а также домашнее поражение от сборной Ирана не дали сборной набрать достаточное количество очков. Несмотря на это, сборная Узбекистана по итогам отборочного турнира набрала одинаковое количество очков (14 очков) со сборной Республики Корея, но благодаря разнице мячей (+1) корейцы удалось занять второе место и получить прямую путёвку на чемпионат мира (первое место заняла сборная Ирана). Сборная Узбекистана заняла третье место из шести в своей группе и получила возможность участвовать в континентальных стыковых матчах. Соперником сборной Узбекистана в континентальных стыковых матчах стала третья сборная второй группы отборочного раунда — сборная Иордании. Первый матч в гостях для сборной Узбекистана закончился вничью со счётом 1:1, второй, ответный матч дома у сборной Узбекистана также в основное время закончился вничью со счётом 1:1. Победитель стыковых матчей определился в результате серии пенальти, которую выиграла сборная Иордании. Итоговый счёт — 8:9 в пользу сборной Иордании. Путёвки на чемпионат мира из группы А получили сборные Ирана и Республика Корея, из группы В сборные Австралии и Японии. А сборная Иордании проиграла межконтинентальные стыковые матчи сборной Уругвая.
На протяжении цикла отборочного турнира к чемпионату мира 2014, сборную возглавляли два тренера — Вадим Абрамов, проработавший до июня 2012 года (был уволен после первого тура финального раунда), и Мирджалол Касымов, с которым сборная завершила этот отборочный турнир.
Четвёртый раунд: Группа А
| М | Команда          | И | В | Н | П | Мячи   | ±  | О  |
| - | ---------------- | - | - | - | - | ------ | -- | -- |
| 1 | Иран             | 8 | 5 | 1 | 2 | 8 − 2  | +6 | 16 |
| 2 | Республика Корея | 8 | 4 | 2 | 2 | 13 − 7 | +6 | 14 |
| 3 | Узбекистан       | 8 | 4 | 2 | 2 | 11 − 6 | +5 | 14 |
| 4 | Катар            | 8 | 2 | 1 | 5 | 5 − 13 | −8 | 7  |
| 5 | Ливан            | 8 | 1 | 2 | 5 | 3 − 12 | −9 | 5  |

И — игры, В — выигрыши, Н — ничьи, П — проигрыши, Мячи — забитые и пропущенные голы, ± — разница голов, О — очки

Пятый раунд: Континентальные стыковые матчи
| Хозяева    | Счёт           | Гости      |
| ---------- | -------------- | ---------- |
| Иордания   | 1:1            | Узбекистан |
| Узбекистан | 1:1 (8:9 пен.) | Иордания   |

По итогам континентальных стыковых матчей, сборная Иордании получила путёвку на межконтинентальные стыковые матчи со сборной Уругвая.

### Отборочные матчи чемпионата мира 2018
В 2015 году сборная Узбекистана в шестой раз в своей истории начала участвовать в отборочном турнире к Чемпионату мира 2018, который прошёл в России. Сборная Узбекистана начала участие в отборочном турнире со второго раунда из-за высокого рейтинга, как и другие наиболее сильные сборные Азии. В этом раунде сборной предстояло в группе H играть по два матча (дома и в гостях) со сборными КНДР, Филиппин, Бахрейна и Йемена за путёвку в следующий, финальный раунд отборочного турнира. В борьбе за эту путёвку сборная Узбекистана вышла из группы с первого места, оставив позади сборную КНДР на пять очков.
Второй раунд: Группа H
| М | Команда    | И | В | Н | П | Мячи    | ±   | О  |
| - | ---------- | - | - | - | - | ------- | --- | -- |
| 1 | Узбекистан | 8 | 7 | 0 | 1 | 20 − 7  | +13 | 21 |
| 2 | КНДР       | 8 | 5 | 1 | 2 | 14 − 8  | +6  | 16 |
| 3 | Филиппины  | 8 | 3 | 1 | 4 | 8 − 12  | −4  | 10 |
| 4 | Бахрейн    | 8 | 3 | 0 | 5 | 10 − 10 | 0   | 9  |
| 4 | Йемен      | 8 | 1 | 0 | 7 | 2 − 17  | −15 | 3  |

В финальном раунде десять сборных были разбиты на две группы по пять сборных в каждой. Сборные, занявшие первые и вторые места в своих группах, получали прямые путёвки на Чемпионат мира, а сборные, занявшие третьи места в своих группах, участвовали в двух континентальных стыковых матчах (дома и в гостях) между собой. Сборная, выигравшая континентальные стыковые матчи, получала путёвку для участия в межконтинентальных стыковых матчах (также два матча — дома и в гостях) со сборной из КОНКАКАФ (Северная Америка). Победитель этих стыковых матчей получал путёвку на Чемпионат мира.
По итогам финального, третьего раунда, сборная Узбекистана имела большие шансы на попадание на чемпионат мира. Но неожиданные сенсационные проигрыши сборным Сирии и Китая (по одному разу в гостях с минимальным счётом), а также проигрыши и ничьи со сборными Ирана и Южной Кореи не дали сборной набрать достаточное количество очков. По итогам отборочного турнира, сборная Узбекистана заняла четвёртое место из шести в своей группе и не смогла попасть даже на континентальные стыковые матчи. Путёвки на Чемпионат мира из группы А получили сборные Ирана и Южной Кореи, а из группы В сборные Японии и Саудовской Аравии, а сборная Сирии смогла занять третье место в группе А (по разнице мячей в +1, в отличие от сборной Узбекистана, у которой разница мячей составляла −1) и получить право участвовать в континентальных стыковых матчах против сборной Австралии. По итогам континентальных стыковых матчей, сборная Сирии проиграла сборной Австралии. Результаты в отборочном турнире к Чемпионату мира 2018 — один из худших результатов сборной Узбекистана в отборочных турнирах к Чемпионатам мира. Впервые в истории сборной Узбекистана, на протяжении всего цикла отборочного турнира сборную возглавлял один тренер — Самвел Бабаян.
Третий раунд: Группа А
| М | Команда          | И  | В | Н | П | Мячи    | ±  | О  |
| - | ---------------- | -- | - | - | - | ------- | -- | -- |
| 1 | Иран             | 10 | 6 | 4 | 0 | 10 − 2  | +8 | 22 |
| 2 | Республика Корея | 10 | 4 | 3 | 3 | 11 − 10 | +1 | 15 |
| 3 | Сирия            | 10 | 3 | 4 | 3 | 9 − 8   | +1 | 13 |
| 4 | Узбекистан       | 10 | 4 | 1 | 5 | 6 − 7   | −1 | 13 |
| 5 | Китай            | 10 | 3 | 3 | 4 | 8 − 10  | −2 | 12 |
| 5 | Катар            | 10 | 2 | 1 | 7 | 8 − 15  | −7 | 7  |

### Отборочный турнир чемпионата мира 2022
Второй раунд — Группа D
| М | Команда           | И | В | Н | П | Мячи    | ±   | О  |
| - | ----------------- | - | - | - | - | ------- | --- | -- |
| 1 | Саудовская Аравия | 8 | 6 | 2 | 0 | 20 − 4  | +16 | 20 |
| 2 | Узбекистан        | 8 | 5 | 0 | 3 | 18 − 9  | +9  | 15 |
| 3 | Палестина         | 8 | 3 | 1 | 4 | 10 − 10 | 0   | 10 |
| 4 | Сингапур          | 8 | 2 | 1 | 5 | 7 − 22  | −15 | 7  |
| 5 | Йемен             | 8 | 1 | 2 | 5 | 6 − 18  | −12 | 5  |

## Статистика игр со сборными

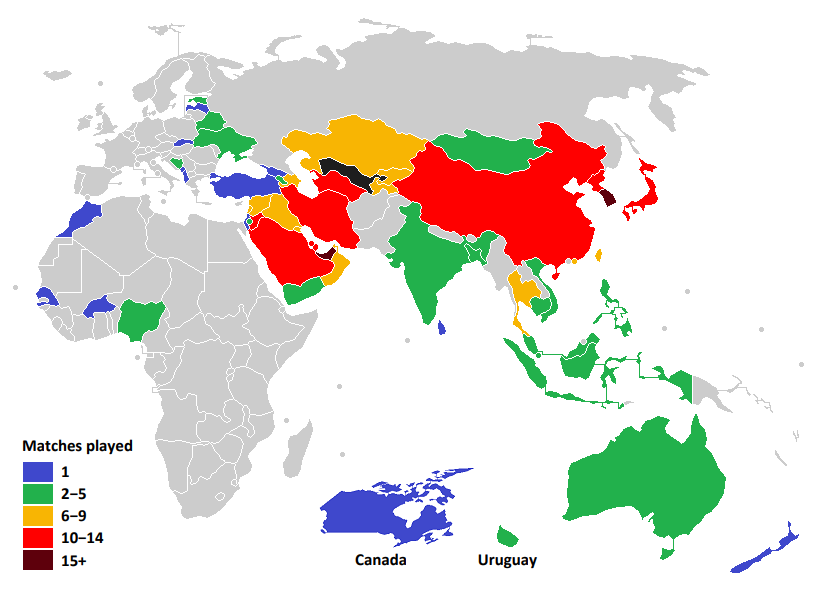
Сборные стран, с которыми национальная сборная Узбекистана играла матчи (55 стран).

| Сборные              | М   | В   | Н  | П  | ЗМ  | ПМ  | РМ   | % Побед | Конфедерация |
| -------------------- | --- | --- | -- | -- | --- | --- | ---- | ------- | ------------ |
| Австралия            | 4   | 0   | 1  | 3  | 0   | 9   | −9   | 000,00  | АФК          |
| Азербайджан          | 9   | 2   | 3  | 4  | 10  | 11  | −1   | 022,22  | УЕФА         |
| Албания              | 1   | 0   | 0  | 1  | 0   | 1   | −1   | 000,00  | УЕФА         |
| Бангладеш            | 3   | 3   | 0  | 0  | 15  | 0   | +15  | 100,00  | АФК          |
| Бахрейн              | 11  | 4   | 5  | 2  | 15  | 8   | +7   | 036,36  | АФК          |
| Беларусь             | 2   | 0   | 1  | 1  | 3   | 4   | −1   | 000,00  | УЕФА         |
| Босния и Герцеговина | 2   | 1   | 1  | 0  | 2   | 1   | +1   | 050,00  | УЕФА         |
| Буркина-Фасо         | 1   | 1   | 0  | 0  | 1   | 0   | +1   | 100,00  | КАФ          |
| Вьетнам              | 2   | 2   | 0  | 0  | 6   | 1   | +5   | 100,00  | АФК          |
| Гонконг              | 7   | 4   | 3  | 0  | 10  | 3   | +7   | 057,14  | АФК          |
| Грузия               | 1   | 0   | 1  | 0  | 2   | 2   | +0   | 000,00  | УЕФА         |
| Израиль              | 1   | 0   | 0  | 1  | 0   | 2   | −2   | 000,00  | УЕФА         |
| Индия                | 5   | 4   | 1  | 0  | 11  | 3   | +8   | 080,00  | АФК          |
| Индонезия            | 2   | 1   | 1  | 0  | 4   | 1   | +3   | 050,00  | АФК          |
| Иордания             | 12  | 6   | 5  | 1  | 19  | 12  | +7   | 050,00  | АФК          |
| Ирак                 | 8   | 4   | 3  | 1  | 7   | 4   | +3   | 050,00  | АФК          |
| Иран                 | 11  | 1   | 1  | 9  | 2   | 14  | −12  | 009,09  | АФК          |
| Йемен                | 5   | 5   | 0  | 0  | 15  | 2   | +13  | 100,00  | АФК          |
| Казахстан            | 6   | 2   | 3  | 1  | 8   | 4   | +4   | 033,33  | УЕФА         |
| Камбоджа             | 2   | 2   | 0  | 0  | 10  | 1   | +9   | 100,00  | АФК          |
| Канада               | 1   | 0   | 0  | 1  | 1   | 2   | −1   | 000,00  | КОНКАКАФ     |
| Катар                | 14  | 9   | 2  | 3  | 24  | 13  | +11  | 064,29  | АФК          |
| Китай                | 13  | 7   | 1  | 5  | 19  | 14  | +5   | 053,85  | АФК          |
| КНДР                 | 10  | 7   | 2  | 1  | 20  | 7   | +13  | 070,00  | АФК          |
| Кувейт               | 6   | 3   | 1  | 2  | 12  | 9   | +3   | 050,00  | АФК          |
| Кыргызстан           | 7   | 7   | 0  | 0  | 28  | 3   | +25  | 100,00  | АФК          |
| Латвия               | 1   | 1   | 0  | 0  | 3   | 0   | +3   | 100,00  | УЕФА         |
| Ливан                | 6   | 4   | 2  | 0  | 8   | 1   | +7   | 066,67  | АФК          |
| Малайзия             | 5   | 5   | 0  | 0  | 19  | 2   | +17  | 100,00  | АФК          |
| Марокко              | 1   | 0   | 0  | 1  | 0   | 2   | −2   | 000,00  | КАФ          |
| Монголия             | 2   | 2   | 0  | 0  | 23  | 1   | +22  | 100,00  | АФК          |
| Нигерия              | 2   | 0   | 0  | 2  | 2   | 4   | −2   | 000,00  | КАФ          |
| Новая Зеландия       | 1   | 1   | 0  | 0  | 3   | 1   | +2   | 100,00  | ОФК          |
| ОАЭ                  | 16  | 3   | 4  | 9  | 17  | 24  | −7   | 018,75  | АФК          |
| Оман                 | 6   | 2   | 0  | 4  | 9   | 9   | +0   | 033,33  | АФК          |
| Палестина            | 5   | 4   | 0  | 1  | 9   | 2   | +7   | 080,00  | АФК          |
| Республика Корея     | 16  | 1   | 4  | 11 | 14  | 34  | −20  | 006,25  | АФК          |
| Саудовская Аравия    | 11  | 4   | 1  | 6  | 15  | 24  | −9   | 036,36  | АФК          |
| Сенегал              | 1   | 0   | 1  | 0  | 1   | 1   | +0   | 000,00  | КАФ          |
| Сингапур             | 3   | 3   | 0  | 0  | 13  | 4   | +9   | 100,00  | АФК          |
| Сирия                | 5   | 2   | 1  | 2  | 5   | 4   | +1   | 040,00  | АФК          |
| Словакия             | 1   | 0   | 0  | 1  | 1   | 4   | −3   | 000,00  | УЕФА         |
| Таджикистан          | 8   | 4   | 3  | 1  | 16  | 8   | +8   | 050,00  | АФК          |
| Таиланд              | 8   | 3   | 0  | 5  | 15  | 18  | −3   | 037,50  | АФК          |
| Китайский Тайбэй     | 7   | 7   | 0  | 0  | 30  | 1   | +29  | 100,00  | АФК          |
| Туркменистан         | 10  | 8   | 1  | 1  | 24  | 5   | +19  | 080,00  | АФК          |
| Турция               | 1   | 0   | 0  | 1  | 0   | 2   | −2   | 000,00  | УЕФА         |
| Украина              | 2   | 0   | 0  | 2  | 1   | 4   | −3   | 000,00  | УЕФА         |
| Уругвай              | 2   | 0   | 0  | 2  | 0   | 6   | −6   | 000,00  | КОНМЕБОЛ     |
| Филиппины            | 2   | 2   | 0  | 0  | 6   | 1   | +5   | 100,00  | АФК          |
| Черногория           | 1   | 0   | 0  | 1  | 0   | 1   | −1   | 000,00  | УЕФА         |
| Шри-Ланка            | 1   | 1   | 0  | 0  | 6   | 0   | +6   | 100,00  | АФК          |
| Эстония              | 2   | 0   | 2  | 0  | 3   | 3   | +0   | 000,00  | УЕФА         |
| Япония               | 11  | 1   | 3  | 7  | 10  | 30  | −20  | 009,09  | АФК          |
| Всего                | 289 | 137 | 58 | 94 | 500 | 330 | +170 | 047,40  | 6/6          |

## Матчи
По состоянию на 23 февраля 2020 года, сборная Узбекистана всего провела 290 матчей (97 из них имеют статус товарищеского матча). Из них, в 137 матчах сборная Узбекистана побеждала, 58 матчей сыграла в ничью, и проигрывала в 95 матчах. Забитые мячи — 500, пропущенные мячи — 331. По состоянию на эту же дату, играла со сборными 56 стран.

### Последние матчи
| 27 янв 2022 Товарищеский матч | Узбекистан | 3 : 0 | Южный Судан | Дубай, ОАЭ          |
|                               |            |       |             | Стадион: The Sevens |

| 25 мар 2022 Navruz Cup-2022 | Узбекистан | 3 : 1 | Кыргызстан | Наманган, Узбекистан |
|                             |            |       |            | Стадион: Центральный |

| 29 мар 2022 Navruz Cup-2022 | Узбекистан | 4 : 2 | Уганда | Наманган, Узбекистан |
|                             |            |       |        | Стадион: Центральный |

| 8 июн 2022 Asian Cup-2023 Q | Узбекистан | 3 : 0 | Шри-Ланка | Наманган, Узбекистан |
|                             |            |       |           | Стадион: Центральный |

| 11 июн 2022 Asian Cup-2023 Q | Узбекистан | 4 : 0 | Мальдивы | Наманган, Узбекистан |
|                              |            |       |          | Стадион: Центральный |

| 14 июн 2022 Asian Cup-2023 Q | Узбекистан | 2 : 0 | Таиланд | Наманган, Узбекистан |
|                              |            |       |         | Стадион: Центральный |

| 23 сен 2022 Товарищеский матч | Узбекистан | 2 : 0 | Камерун | Коян, Республика Корея |
|                               |            |       |         | Стадион: Коян          |

| 27 сен 2022 Товарищеский матч | Узбекистан | 1 : 2 | Коста-Рика | Сувон, Республика Корея |
|                               |            |       |            | Стадион: Сувон          |

### Предстоящие матчи
| 15 ноября 2022 Товарищеский матч | Узбекистан | –:– | ДР Конго | Кашива, Япония |

## Тренерский штаб
| Главный тренер            | Тимур Кападзе    |
| Помощник главного тренера | Алеш Чех         |
| Тренер                    | Владо Радманович |
| Тренер по физподготовке   | Мартин Магистер  |
| Тренер вратарей           | Нихад Пейкович   |

## Текущий состав
Следующие футболисты включены в состав национальной сборной Узбекистана к товарищеском матчам, против сборных Камеруна (23 сентября) и Коста-Рики (27 сентября).
Статистика футболистов приведена по состоянию на 17 сентбяря 2022 года
| 1  | Вр  | Уткир Юсупов         | 4 января 1991 (34 года)   | 8  | −4 | Фулад            |  |  |
| 12 | Вр  | Абдувохид Нематов    | 20 августа 2001 (23 года) | 6  | −6 | Насаф            |  |  |
| 16 | Вр  | Ботирали Эргашев     | 23 июня 1995 (30 лет)     | 1  | −1 | Нефтчи           |  |  |
|    |     |                      |                           |    |    |                  |  |  |
| 2  | Защ | Хусанов Абдукодир    | 29 февраля 2004 (21 год)  | 22 | 0  | Манчестер сити   |  |  |
| 3  | Защ | Ходжиакбар Алиджанов | 19 апреля 1997 (28 лет)   | 20 | 0  | Пахтакор         |  |  |
| 4  | Защ | Фаррух Сайфиев       | 17 января 1991 (34 года)  | 39 | 1  | Пахтакор         |  |  |
| 5  | Защ | Рустам Ашурматов     | 7 июля 1996 (29 лет)      | 20 | 0  | Навбахор         |  |  |
| 6  | Защ | Иброхимхалил Юлдошев | 14 февраля 2001 (24 года) | 13 | 1  | Кайрат           |  |  |
| 13 | Защ | Шерзод Насруллаев    | 23 июля 1998 (27 лет)     | 2  | 0  | Насаф            |  |  |
| 15 | Защ | Умар Эшмуродов       | 30 ноября 1992 (32 года)  | 8  | 0  | Насаф            |  |  |
| 18 | Защ | Абдулла Абдуллаев    | 1 сентября 1997 (27 лет)  | 7  | 0  | АГМК             |  |  |
| 23 | Защ | Хусниддин Аликулов   | 4 апреля 1999 (26 лет)    | 8  | 0  | Насаф            |  |  |
|    |     |                      |                           |    |    |                  |  |  |
| 7  | ПЗ  | Отабек Шукуров       | 22 июня 1996 (29 лет)     | 47 | 5  | Фатих Карагюмрюк |  |  |
| 8  | ПЗ  | Хожимат Эркинов      | 29 мая 2001 (24 года)     | 12 | 1  | Пахтакор         |  |  |
| 9  | ПЗ  | Одил Хамробеков      | 13 февраля 1996 (29 лет)  | 32 | 0  | Пахтакор         |  |  |
| 11 | ПЗ  | Остон Урунов         | 19 декабря 2000 (24 года) | 7  | 2  | Навбахор         |  |  |
| 17 | ПЗ  | Сардор Собирхужаев   | 6 ноября 1994 (30 лет)    | 9  | 0  | Пахтакор         |  |  |
| 19 | ПЗ  | Азиз Тургунбоев      | 1 октября 1994 (30 лет)   | 14 | 1  | Пахтакор         |  |  |
| 20 | ПЗ  | Акмаль Мозговой      | 2 апреля 1999 (26 лет)    | 7  | 0  | Насаф            |  |  |
| 22 | ПЗ  | Ойбек Бозоров        | 7 августа 1997 (28 лет)   | 17 | 0  | Насаф            |  |  |
|    |     |                      |                           |    |    |                  |  |  |
| 14 | Нап | Эльдор Шомуродов     | 29 июня 1995 (30 лет)     | 67 | 37 | Кальяри          |  |  |
| 17 | Нап | Бобур Абдухоликов    | 23 апреля 1997 (28 лет)   | 9  | 1  | Насаф            |  |  |

## Рекордсмены
По данным Rec.Sport.Soccer Statistics Foundation

### Наибольшее количество игр

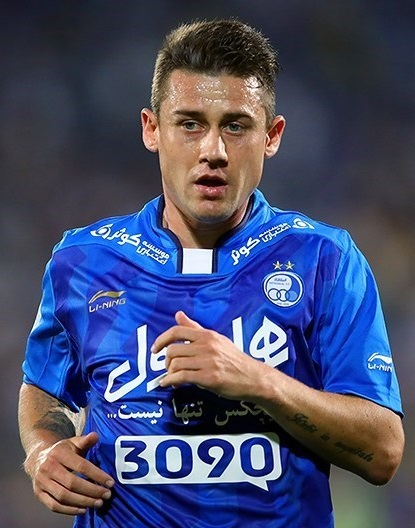
Сервер Джепаров сыграл больше всех матчей за сборную Узбекистана

| Футболист          | Дата рождения             | Игр | Мячей | Первый матч | Последний матч |
| ------------------ | ------------------------- | --- | ----- | ----------- | -------------- |
| Сервер Джепаров    | 3 октября 1982 (42 года)  | 128 | 25    | 14.05.2002  | 05.09.2017     |
| Тимур Кападзе      | 5 сентября 1981 (43 года) | 118 | 10    | 14.05.2002  | 22.01.2015     |
| Одил Ахмедов       | 25 ноября 1987 (37 лет)   | 108 | 21    | 13.10.2007  | 15.06.2021     |
| Игнатий Нестеров   | 20 июня 1983 (42 года)    | 105 | 0     | 21.08.2002  | 21.01.2019     |
| Анзур Исмаилов     | 21 апреля 1985 (40 лет)   | 102 | 3     | 02.07.2007  | 03.09.2020     |
| Александр Гейнрих  | 6 октября 1984 (40 лет)   | 97  | 31    | 14.05.2002  | 05.09.2017     |
| Азиз Хайдаров      | 8 июля 1985 (40 лет)      | 83  | 1     | 02.07.2007  | 13.10.2018     |
| Эльдор Шомуродов   | 29 июня 1995 (30 лет)     | 78  | 41    | 03.09.2015  | 25.03.2025     |
| Отабек Шукуров     | 22 июня 1996 (29 лет)     | 75  | 8     | 2016        | 25.03.2025     |
| Ислам Тухтаходжаев | 30 октября 1989 (35 лет)  | 74  | 2     | 28.01.2009  | 15.06.2021     |

### Наибольшее количество голов
| Футболист         | Дата рождения              | Голов | Игр | Первый матч | Последний матч |
| ----------------- | -------------------------- | ----- | --- | ----------- | -------------- |
| Эльдор Шомуродов  | 29 июня 1995 (30 лет)      | 41    | 78  | 03.09.2015  | 25.03.2025     |
| Максим Шацких     | 30 августа 1978 (46 лет)   | 34    | 60  | 18.08.1999  | 29.05.2014     |
| Александр Гейнрих | 6 октября 1984 (40 лет)    | 31    | 97  | 14.05.2002  | 05.09.2017     |
| Мирджалол Касымов | 17 сентября 1970 (54 года) | 31    | 66  | 17.06.1992  | 12.10.2005     |
| Сервер Джепаров   | 3 октября 1982 (42 года)   | 25    | 126 | 14.05.2002  | 05.09.2017     |
| Одил Ахмедов      | 25 ноября 1987 (37 лет)    | 21    | 105 | 13.10.2007  | 19.11.2019     |
| Игорь Шквырин     | 29 апреля 1963 (62 года)   | 20    | 31  | 17.06.1992  | 17.10.2000     |
| Игорь Сергеев     | 30 апреля 1993 (32 года)   | 19    | 73  | 10.09.2013  | 14.06.2022     |
| Жафар Ирисметов   | 23 августа 1976 (48 лет)   | 15    | 36  | 25.05.1997  | 21.11.2007     |
| Улугбек Бакаев    | 28 ноября 1978 (46 лет)    | 14    | 52  | 25.04.2001  | 29.05.2014     |

Примечания
|  | Футболисты текущего состава |

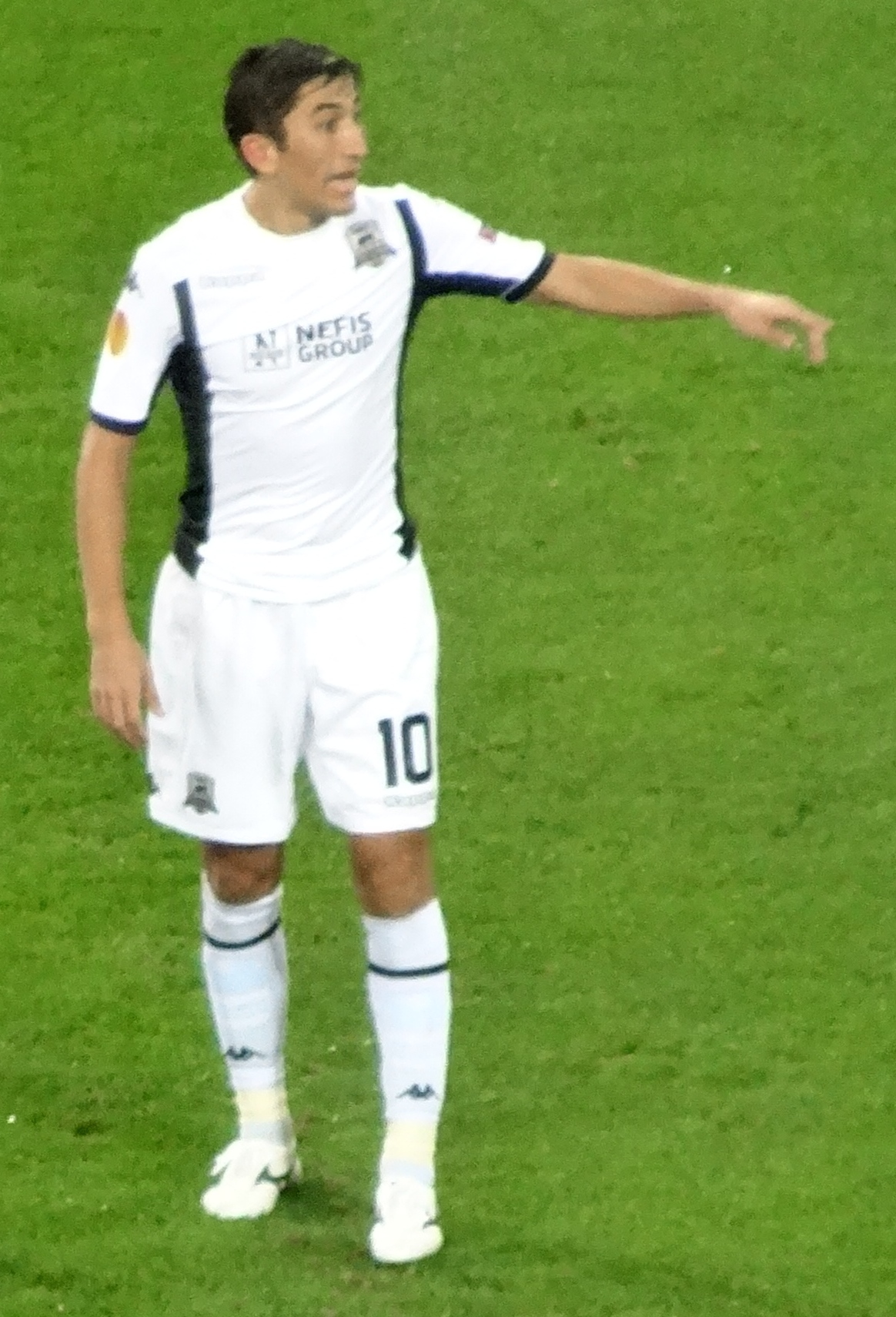
Одил Ахмедов
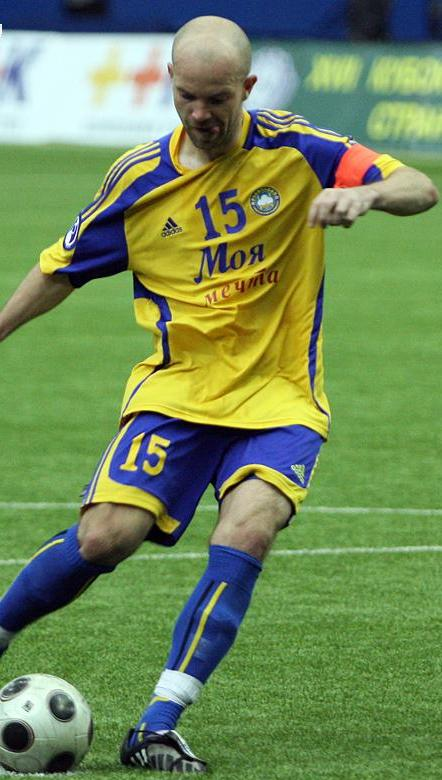
Александр Гейнрих
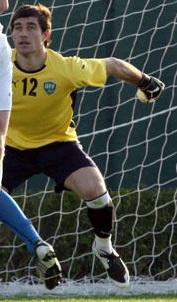
Игнатий Нестеров
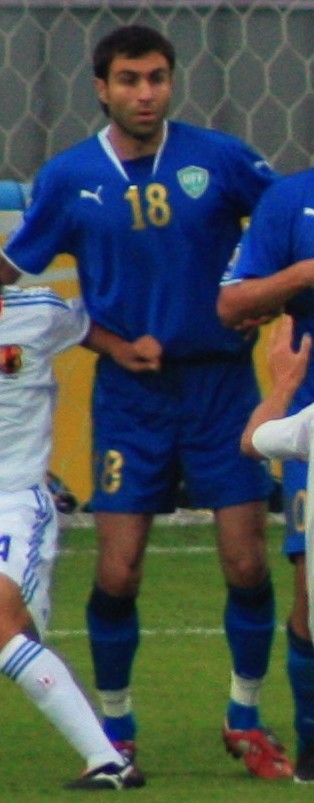
Тимур Кападзе
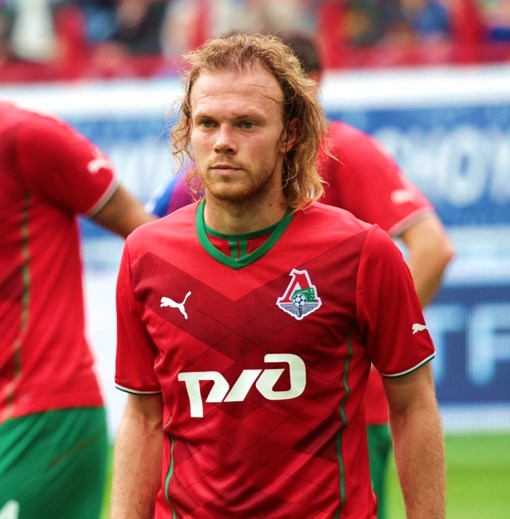
Виталий Денисов

## Главные тренеры
| Тренер             | Дата рождения | Период работы       | Матчи | Победы | Ничьи | Проигрыши |
| ------------------ | ------------- | ------------------- | ----- | ------ | ----- | --------- |
| Рустам Акрамов     | 11.07.1948    | 1992—1994           | 11    | 10     | 1     | 0         |
| Александр Иванков  | 17.10.1949    | 1995                | 2     | 0      | 0     | 2         |
| Бохадыр Ибрагимов  | 20.11.1945    | 1996                | 6     | 2      | 0     | 4         |
| Рустам Мирсадыков  | 19.03.1954    | 1997                | 12    | 5      | 3     | 4         |
| Убиражара да Силва | 02.02.1955    | 1997—1998           | 8     | 4      | 2     | 2         |
| Махмуд Рахимов     | 01.06.1955    | 1999                | 6     | 6      | 0     | 0         |
| Виктор Борисов     | 17.10.1941    | 2000                | 1     | 1      | 0     | 0         |
| Павел Садырин      | 18.09.1942    | 2000                | 1     | 0      | 0     | 1         |
| Юрий Саркисян      | 30.05.1947    | 2000                | 5     | 1      | 1     | 3         |
| Владимир Сальков   | 01.04.1937    | 2001                | 19    | 10     | 3     | 6         |
| Леонид Остроушко   | 10.08.1936    | 2001                | 1     | 1      | 0     | 0         |
| Равшан Хайдаров    | 15.07.1961    | 2002—2004 2005      | 25    | 13     | 6     | 6         |
| Ханс-Юрген Геде    | 14.11.1956    | 2005                | 3     | 0      | 1     | 2         |
| Роберт Хафтон      | 13.10.1947    | 2005                | 3     | 1      | 2     | 0         |
| Валерий Непомнящий | 07.08.1943    | 2006                | 6     | 3      | 2     | 1         |
| Рауф Инилеев       | 11.03.1959    | 2007—2008           | 29    | 13     | 5     | 11        |
| Мирджалол Касымов  | 17.09.1970    | 2008—2010 2012—2015 | 54    | 22     | 15    | 17        |
| Вадим Абрамов      | 05.08.1962    | 2010—2012           | 28    | 11     | 5     | 12        |
| Самвел Бабаян      | 19.05.1971    | 2015—2017           | 24    | 16     | 2     | 6         |
| Рузыкул Бердыев    | 22.10.1971    | 2017                | 1     | 0      | 0     | 1         |
| Тимур Кападзе      | 05.09.1981    | 2018                | 4     | 0      | 1     | 3         |
| Эктор Купер        | 16.11.1955    | 2018—2019           | 17    | 7      | 4     | 6         |
| Вадим Абрамов      | 05.08.1962    | 2019—2021           | 10    | 6      | 0     | 4         |
| Сречко Катанец     | 16.07.1963    | 2021—               | 0     | 0      | 0     | 0         |

## Управление и руководство
Футбольная ассоциация Узбекистан была организована в 1946 году как «Федерация футбола Узбекской ССР». После обретения независимости Узбекистаном в 1991 году, была реорганизована в «Федерацию футбола Узбекистана». В 1994 году была принята в ФИФА и АФК. Хотя федерация футбола Узбекистана была принята в ФИФА и АФК в 1994 году, сборной Узбекистана разрешалось сыграть международные матчи, проводимые под эгидой ФИФА с 1992 года. В январе 2018 года федерация была преобразована в ассоциацию, и главная футбольная организация страны начала называться «Футбольной ассоциацией Узбекистана». Футбольная ассоциация Узбекистана также входит в состав подразделения АФК — Футбольную ассоциацию Центральной Азии, объединяющий федерации футбола Афганистана, Ирана, Кыргызстана, Таджикистана, Туркменистана и Узбекистана. Футбольная ассоциация Узбекистана имеет 14 отделений (федераций) в каждой административно-территориальной единице Узбекистана.
В настоящее время президентом Футбольной ассоциации Узбекистана с 15 июля 2019 года является Абдусалам Азизов. До этого, главную футбольную организацию страны в разные годы возглавляли Эльмар Аминов (1992—1994), Закир Алматов (1995—2005), Мираброр Усманов (2006—2017) и Умид Ахмаджанов (2017—2018), Ачилбай Раматов (2018—2019). Функцию фактического (исполнительного) руководителя ассоциации с 2018 года выполняет первый вице-президент ассоциации. С июня 2019 года первым вице-президентом ассоциации является Равшан Ирматов.

## Трансферная стоимость игроков
По данным авторитетного сайта Transfermarkt, специализирующегося в сборе информации о футболе, такой как трансферные стоимости футболистов, клубов, сборных, чемпионатов, трансферных переходов, счета матчей, результаты турниров и трансферные новости, общая стоимость игроков национальной сборной Узбекистана, вызванных на матчи 2019 года — составляет около 25 миллионов евро. Это самый высокий результат среди сборных стран Средней Азии, и один из самых высоких результатов в постсоветском пространстве и АФК.
Актуальную трансферную стоимость действующих игроков национальной сборной Узбекистана можно узнать в профиле этой сборной на сайте Transfermarkt, а отдельных игроков из этой страны, в разделе поиск вышеуказанного сайта.

## Натурализация иностранных футболистов в сборной Узбекистана

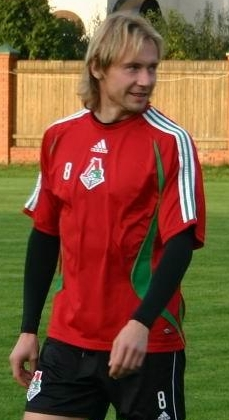
Владимир Маминов

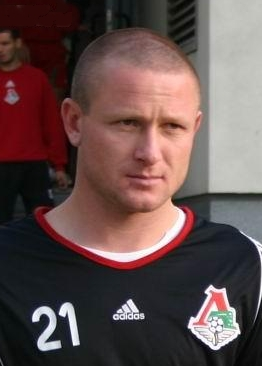
Алексей Поляков

Натурализация иностранных футболистов проводилась в сборной Узбекистана не часто. Первый раз, когда футболист из другой страны получил паспорт гражданина Республики Узбекистан, был российский футболист — Андрей Резанцев, который выступал в то время за самарские «Крылья Советов». В 2001 году главным тренером сборной Узбекистана был назначен известный российский тренер — Владимир Сальков. Именно по его инициативе в Узбекистан были приглашены четыре российских футболиста: два из них в то время игроки московского «Локомотива» — полузащитник Владимир Маминов и защитник Олег Пашинин, вратарь — Алексей Поляков, выступавший в то время за самарские «Крылья Советов», а также ещё один полузащитник — Руслан Агаларов, выступавший в то время за махачкалинский «Анжи». В 2001 году были натурализованы также два футболиста из Болгарии: защитник — Алексей Дионисиев, выступавший в то время за «Левски», и нападающий — Георгий Георгиев, выступавший в то время за «Славию».
Владимир Сальков также пригласил в сборную Узбекистана боснийского полузащитника — Элвера Рахимича, не выступавшего ещё за сборную Боснии и Герцеговины и являющегося в то время игроком московского ЦСКА. Причиной отказа Рахимича выступать за сборную Узбекистана было, по словам Салькова, ожидание приглашения в сборную Боснии и Герцеговины и желание закрепиться в основном составе ЦСКА не отвлекаясь. В том году Сальков пригласил в Узбекистан полузащитника Андрея Каряку, выступавшего в то время за самарские «Крылья Советов», но получил от него отказ по причине того, что Каряка ожидал вызова в сборную Украины или России. Сальков договорился с ещё тремя российскими футболистами: Владимиром Казаковым, Дмитрием Вязьмикиным и Виталием Сафроновым, но главные тренеры их клубов не отпустили данных футболистов из-за нестыковки календарей чемпионата России и отборочных матчей Чемпионата мира в Азии.
Андрей Резанцев выступал за сборную Узбекистана в течение 1998 года и сыграл семь матчей. Владимир Маминов выступал за сборную Узбекистана с 2001 по 2005 год, сыграл 12 матчей и забил три гола. Олег Пашинин выступал также в этот период, сыграв 11 матчей. Алексей Поляков также выступал за сборную в эти годы и защищал ворота сборной Узбекистана в 18 матчах. Руслан Агаларов сыграл один матч за сборную Узбекистана в 2001 году. В течение 2001 года два болгарских футболиста — Алексей Дионисиев и Георгий Георгиев сыграли за Узбекистан по 5 матчей и забили 1 и 2 гола соответственно.

### Статистика всех натурализированных игроков
| Футболист           | Был из какой страны | Сыгранные матчи | Забитые голы | Период выступления |
| ------------------- | ------------------- | --------------- | ------------ | ------------------ |
| Алексей Поляков     | Россия              | 18              | 0            | 2001—2005          |
| Владимир Маминов    | Россия              | 12              | 3            | 2001—2005          |
| Олег Пашинин        | Россия              | 11              | 0            | 2001—2005          |
| Андрей Резанцев     | Россия              | 7               | 0            | 1998               |
| Георгий Георгиев    | Болгария            | 5               | 2            | 2001               |
| Алексей Дионисиев   | Болгария            | 5               | 1            | 2001               |
| Руслан Агаларов     | Россия              | 1               | 0            | 2001               |
| Всего 7 футболистов | из 2 стран          | 59 матчей       | 6 голов      | -                  |

## В рейтинге ФИФА и АФК
Как и другие сборные стран-членов ФИФА, сборная Узбекистана также включена в рейтинг сборных ФИФА и она участвует в данном рейтинге с 1994 года. Рейтинг обновляется ежемесячно в разные даты месяца. По состоянию на май 2021 года, в рейтинге ФИФА сборная Узбекистана занимает 86-е место среди 211 сборных стран членов ФИФА, и этот показатель является 12-м среди членов АФК.
Наивысшее место, до которого удавалось подниматься сборной Узбекистана — 45-е место, которое было зафиксировано в рейтинге ФИФА от ноября 2006 года. Это наивысший показатель в истории сборной. Наихудший результат был зафиксирован в рейтинге от ноября 1996 года и декабря 2010 года, когда сборная опустилась на 109-е место. Это самые низкие показатели в истории сборной Узбекистана. Средняя позиция сборной Узбекистана в рейтинге ФИФА по подсчётам всех когда либо набранных очков и занятых мест — 73-я позиция.
Ниже представлена таблица позиций сборной Узбекистана по годам в рейтинге ФИФА:
| 1994 | 1995 | 1996 | 1997 | 1998 | 1999 | 2000 | 2001 | 2002 | 2003 | 2004 | 2005 | 2006 | 2007 | 2008 | 2009 | 2010 | 2011 | 2012 | 2013 | 2014 | 2015 | 2016 | 2017 | 2018 | 2019 | 2020 |
| ---- | ---- | ---- | ---- | ---- | ---- | ---- | ---- | ---- | ---- | ---- | ---- | ---- | ---- | ---- | ---- | ---- | ---- | ---- | ---- | ---- | ---- | ---- | ---- | ---- | ---- | ---- |
| 78   | 97   | 109  | 79   | 66   | 55   | 71   | 62   | 98   | 81   | 47   | 59   | 45   | 64   | 72   | 76   | 109  | 75   | 67   | 68   | 74   | 74   | 62   | 78   | 95   | 85   | 85   |

Источник: История статистики позиций сборной Узбекистана в рейтинге ФИФА (англ.)

## Домашний стадион

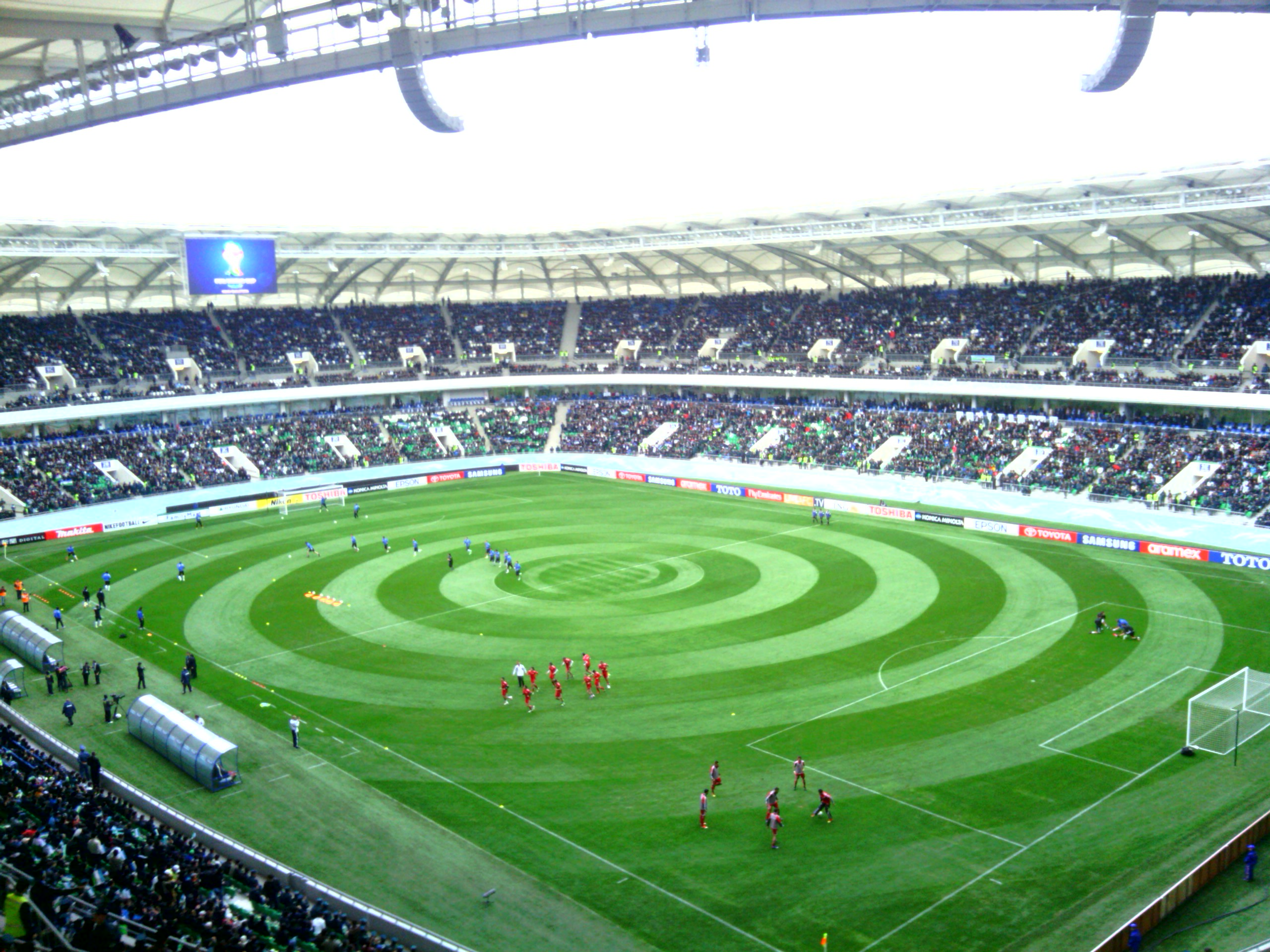
«Бунёдкор» — основной домашний стадион сборной Узбекистана с 2013 года.

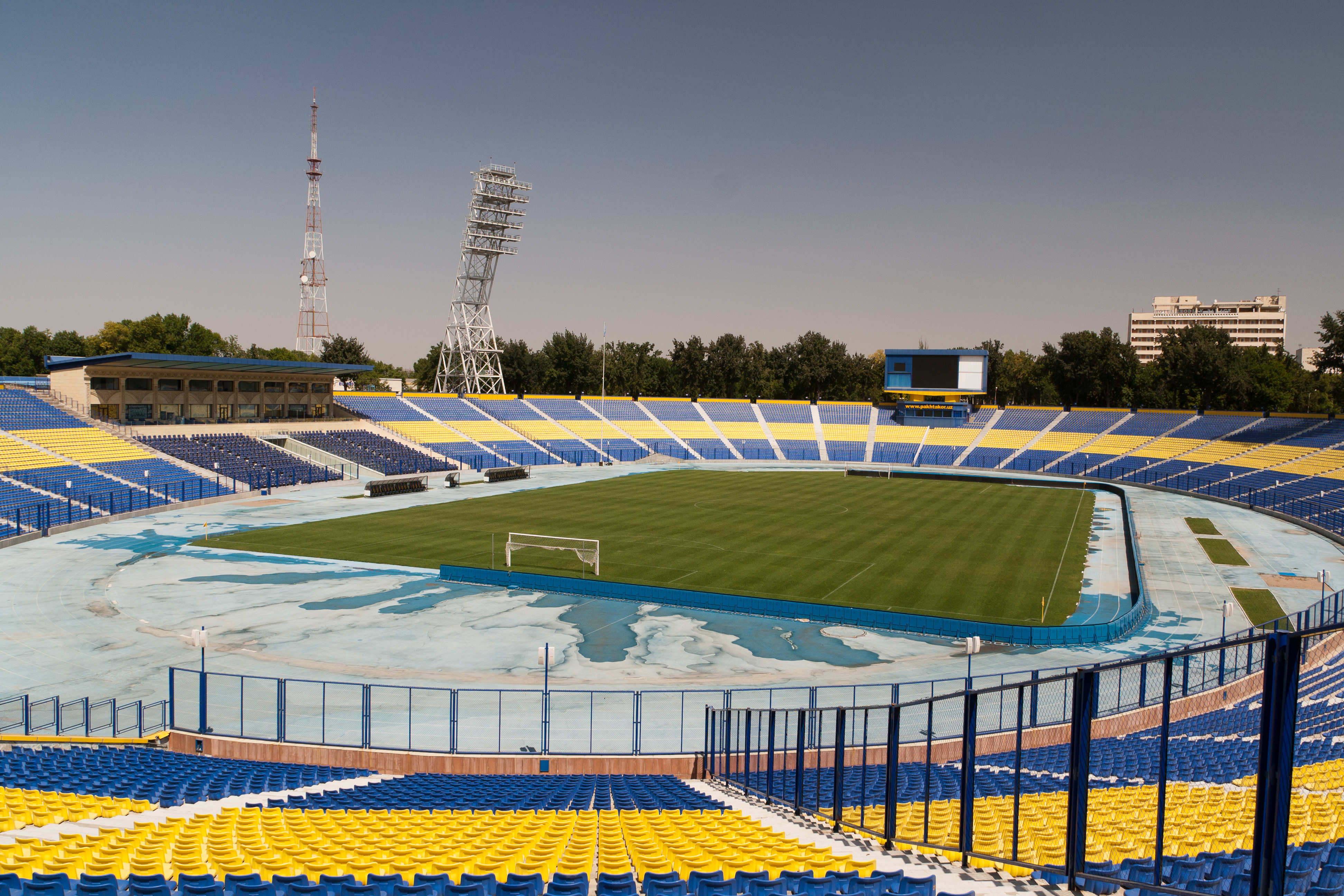
Стадион «Пахтакор» до 2013 года являлся основным домашним стадионом сборной Узбекистана.

С момента своего образования и до конца 2012 года, основным домашним стадионом сборной Узбекистана являлся Центральный стадион «Пахтакор», построенный и открытый в 1956 году. Данный стадион также является местом проведения домашних матчей футбольного клуба «Пахтакор». Был реконструирован в 1996, 2008 и 2012 годах и в настоящее время вмещает 35000 зрителей (до этого вмещал 55000 зрителей). На сегодняшнее время сборная Узбекистана проводит только некоторые свои матчи на стадионе «Пахтакор».
С 2013 года по настоящее время, основным домашним стадионом сборной Узбекистана является стадион «Бунёдкор», построенный в 2008—2012 годах и вмещающий 34000 зрителей. Данный стадион также является домашним для футбольного клуба «Бунёдкор».
Сборная Узбекистана в разные годы проводила свои домашние матчи также и в других городах и стадионах Узбекистана. Так, на стадионе «МХСК» в Ташкенте (1 матч в 1996 году и 5 матчей в 2008 году), на стадионе «НБУ» в Ташкенте (1 матч 2000 году), на стадионе «Джар» в Ташкенте (по 1 матчу в 2012 и 2014 годах), на стадионе «Динамо» в Самарканде (2 матча в 1999 году), на стадионе «Марказий» в Карши (1 матч в 2007 году), на стадионе «Алмалык» в одноимённом городе (1 матч в 2014 году).

## Форма
Традиционными цветами спортивной формы сборной Узбекистана являются белый и синий. Так, основная (или домашняя) форма сборной имеет полностью белый цвет с небольшими вкраплениями синего цвета, а запасная (или выездная) форма полностью синий или светло-синий цвет с небольшими вкраплениями белого цвета.

### Домашняя форма
| 1992—1995 | 1996 | 1997 | 1998—1999 | 2000-2001 | 2002—2003 | 2004—2006 |

| 2007—2011 | 2011—2012 | 2013—2014 | 2015 | 2016—2017 | 2018 | 2018 | 2019 | 2019—н. в. |

### Запасная форма
| 1992—1995 | 1996 | 1997 | 1998—1999 | 2000—2001 | 2002—2003 | 2004—2006 |

| 2007—2011 | 2011—2012 | 2013—2014 | 2015 | 2016—2017 | 2018 | 2018 | 2019—н. в. |

## Болельщики и поддержка, медиа
Имеются организации болельщиков Узбекистана, организующие сходы болельщиков и поддержку различных по возрасту сборных Узбекистана, в том числе и поддержку национальной сборной, а также клубов Узбекистана, которые участвуют в международных матчах и турнирах. В каждом выездном матче сборной и клубов Узбекистана, минимум несколько десятков, а в среднем несколько сотен и иногда несколько тысяч болельщиков поддерживают их на стадионе другой страны. В самом Узбекистане у сборной Узбекистана имеется огромное количество болельщиков. В каждом домашнем матче сборной, стадион заполняется до отказа. Болельщики сборной Узбекистана имеются и в соседних Узбекистану странах, в Таджикистане, Казахстане, Кыргызстане, Туркменистане, Афганистане, а также в России, Турции и других странах.
Национальная сборная Узбекистана, и весь футбол Узбекистана поддерживается Правительством Республики Узбекистан, Министерством физической культуры и спорта Республики Узбекистан, Ассоциацией футбола Узбекистана и другими спортивными и государственными организациями и сообществами. В январе 2011 года было принято постановление президента Республики Узбекистан «О дополнительных мерах по дальнейшему укреплению материально-технической базы и развитию футбола в Республике Узбекистан на 2011—2013 годы», а в марте 2018 года было принято очередное постановление президента Республики Узбекистан «О мерах по дальнейшему развитию футбола». Для развития и укрепления футбола в Узбекистане, осуществляются все необходимые требования и меры, популяризация и поддержка футбола Узбекистана на государственном уровне.
Национальную сборную Узбекистана и вообще весь футбол Узбекистана активно освещают СМИ Узбекистана, а также иностранные СМИ. Все матчи национальной сборной Узбекистана транслируются в прямом эфире государственным телеканалом входящим в НТРК Узбекистана — Sport.